# Ji Xiao Xin Shu

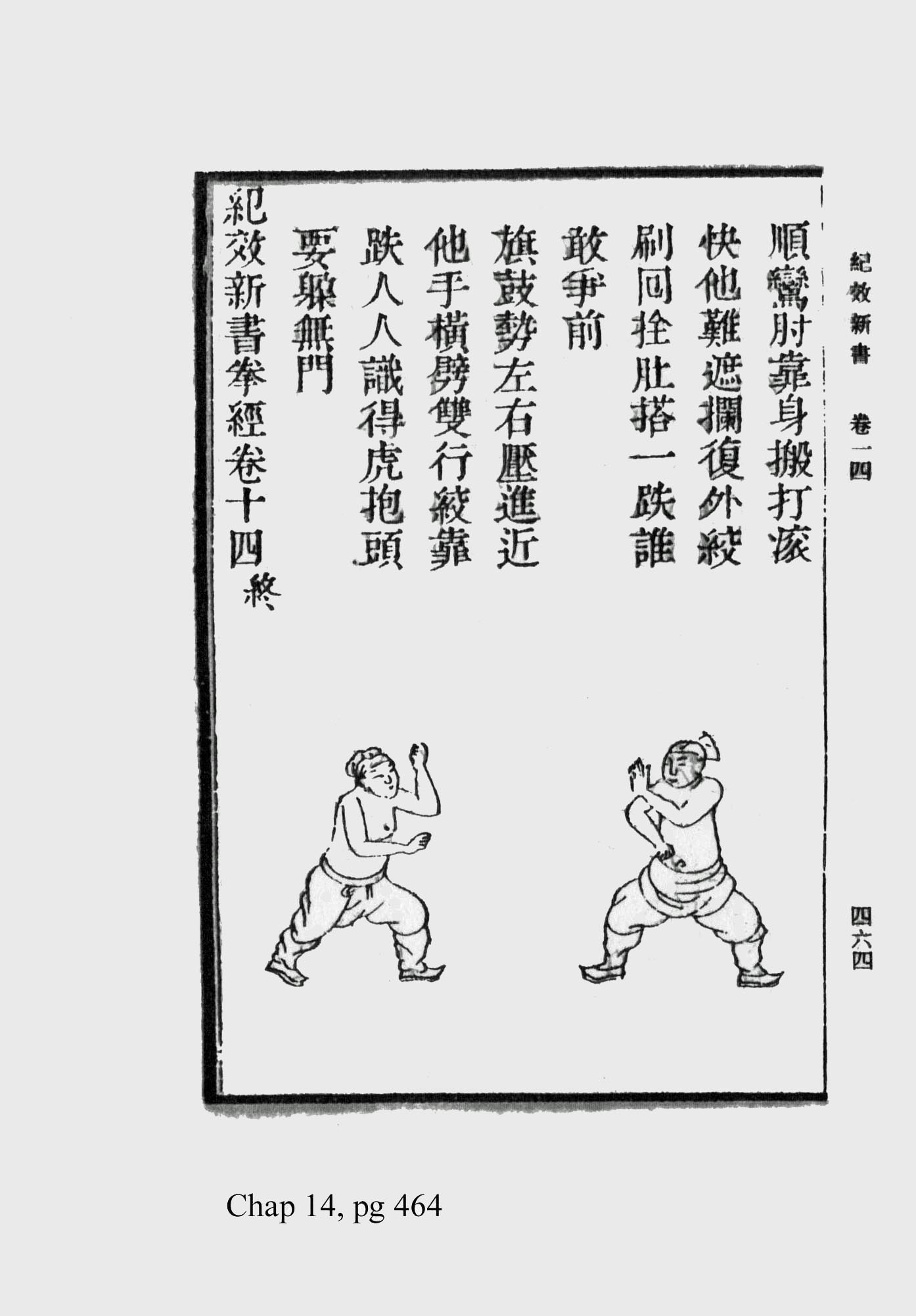
Ji Xiao Xin Shu

Het boek Ji Xiao Xin Shu werd geschreven door de beroemde Chinese militair strateeg, Qi Jiguang (戚继光) .
De titel kan vertaald worden als Nieuw boek dat effectieve technieken beschrijft. 
Qi Jiguang was een generaal ten tijde van de Ming-dynasty en in het boek beschrijft hij strategie, bewapende en onbewapende krijgsmethodes en andere aspecten van oorlogvoering. 
Naast dit werk schreef generaal Qi nog een ander boek over krijgskunsten, genaamd Lian Bing Shi Ji (練兵實紀), Beschrijving van militaire training.

Ook schreef hij een aantal gedichten en proza die verzameld zijn in het werk Collectie van ZhiZhi hal (止止堂集) vernoemd naar zijn studie vertrek in Jizhou.

## Edities
Er zijn twee versies van de Ji Xiao Xin Shu. De eerste versie, geschreven rond 1560-1561, bestond uit 18 verschillende hoofdstukken en staat dus bekend als de 18 hoofdstukken-versie. De latere versie, herschreven en voorzien van nieuw materiaal kende 14 hoofdstukken en staat dus bekend als de 14 hoofdstukken-verise. De laatste versie werd gepubliceerd in 1584 rond de tijd van generaal Qi's pensionering.

## Invloeden
De Ji Xiao Xin Shu diende in de 16de eeuw als voorbeeld voor het Koreaanse Mu Ye Je Bo. 